# مومو آساکورا
مومو آساکورا (انگلیسی: Momo Asakura; ۲۵ ژوئن ۱۹۹۴ – ) خواننده و صداپیشه اهل استان فوکوئوکا، ژاپن است. وی از سال ۲۰۱۲ میلادی تاکنون مشغول فعالیت بوده‌است. او نخستین نقش اصلی خود را به عنوان شخصیت آیومی اوتوساکا در مجموعه تلویزیونی انیمه شارلوت ایفا کرد. آساکورا یکی از اعضای واحد صداپیشگی ترای‌سِیل، در کنار سورا آمامیا و شینا ناتسوکاوا است.